# Józef Wierzyński
Józef Jan Wierzyński vel Wiechęć, ps. „Smok”, „Ninek” (ur. 1 lutego 1898 w Krakowie, zm. 26 października 1971 w Prudniku) – polski nauczyciel, historyk, żołnierz, uczestnik I wojny światowej, wojny polsko-ukraińskiej, wojny polsko-czechosłowackiej, I powstania śląskiego, wojny polsko-bolszewickiej, III powstania śląskiego, II wojny światowej, działacz społeczny i oświatowy, założyciel Muzeum Ziemi Prudnickiej, filatelista, plastyk.

## Życiorys

### Wczesne życie
Urodził się 1 lutego 1898 w Krakowie. Pochodził ze śląskiej rodziny robotniczej Józefa i Marii. Uczęszczał do gimnazjum św. Jacka. Był członkiem drużyny harcerskiej.
Podczas I wojny światowej w 1916 dostał wezwanie do Armii Austro-Węgier. Zdezerterował ze szkoły oficerów rezerwy w Opawie.
21 stycznia 1915 w Máramarossziget wstąpił do Legionów Polskich. Został przydzielony do 3. kompanii 7 pułku piechoty. Od 4 grudnia 1915 był wykazany w 2. baterii, a następnie 3. baterii 1 pułku artylerii. Pozostawał na tym etacie do 28 lutego 1916. Od 24 czerwca 1916 służył w kolumnie amunicyjnej pułku. 7 kwietnia 1917 odnotowany w Dywizyjnym Parku Amunicyjnym LP (Kolumna Amunicyjna PA/1) i przedstawiony do odznaczenia austriackim Krzyżem Wojskowym Karola. Po kryzysie przysięgowym służył w Polskim Korpusie Posiłkowym. Po bitwie pod Rarańczą (15–16 lutego 1918) został internowany w Bustyaháza. Następnie przebywał w obozie w Witkowicach.
Na początku listopada 1918 wziął udział w opanowaniu twierdzy Kraków. 4 listopada tego roku, w stopniu ogniomistrza, wstąpił do 1 pułku artylerii i pod dowództwem Stanisława Pigonia walczył w pociągu pancernym w obronie Przemyśla w wojnie polsko-ukraińskiej, a następnie walczył o Śląsk Cieszyński w wojnie polsko-czechosłowackiej. Pod kierunkiem Pigonia prowadził pracę kulturalną. Został ranny, po czym objął funkcję zastępcy kierownika Uniwersytetu Żołnierskiego przy 1 pułku kolejowym.
W 1919 wziął udział w I powstaniu śląskim w grupie „Spyry”. Walczył m.in. pod Pszczyną i Bieruniem. Następnie wziął udział w wojnie polsko-bolszewickiej, uczestniczył w bitwie warszawskiej, w której został ranny w przedramię. W 1921, po plebiscycie na Górnym Śląsku, przedostał się z Krakowa do Ząbkowic i Zabrza, by dołączyć do III powstania śląskiego. Jako ogniomistrz został przydzielony do dywizjonu pociągów pancernych Włodzimierza Abłamowicza. Brał udział w walkach w okolicach Sławięcic, Gogolina i Leśnicy. Zawiesił polską flagę na budynku dworca kolejowego w Kędzierzynie. Został ranny pod Sławięcicami.
25 lipca 1921 Wierzyński został zdemobilizowany, a 1 września objął kierownictwo szkoły w Motolu na Polesiu. W 1925 przeniesiono go do Ostrowca Świętokrzyskiego, gdzie był nauczycielem w szkole powszechnej im. Marszałka Józefa Piłsudskiego. 9 czerwca 1927 prezydent RP mianował go podporucznikiem w rezerwie ze starszeństwem 1 lipca 1925 i 403. lokatą w korpusie oficerów artylerii, a minister spraw wojskowych wcielił do 2 pułku artylerii polowej Legionów w Kielcach. W 1934, jako podporucznik rezerwy nadal pozostawał w ewidencji Powiatowej Komendy Uzupełnień Ostrowiec i posiadał przydział do 2 pułku artylerii lekkiej Legionów w Kielcach. W 1935 powrócił na Śląsk, obejmując posadę nauczyciela w Lędzinach. Następnie pracował w Hołdunowie jako kierownik szkolny. W 1938 przeniósł się do Katowic-Piotrowic. Zakładał drużyny harcerskie, świetlice, prowadził kursy samokształcenia i modelarstwa lotniczego. Uczestniczył w pracach Związku Powstańców Śląskich i Polskiego Związku Zachodniego.

### II wojna światowa
15 sierpnia 1939 został powołany, jako oficer rezerwy, do czynnej służby wojskowej w 21 pułku artylerii w Cieszynie. Po wybuchu II wojny światowej, podczas kampanii wrześniowej, w ramach Armii „Kraków” przemierzył szlak bojowy przez Bielsko, Zwardoń, Milówkę, Żywiec, Wadowice, Kolbuszową, po Tomaszów Lubelski. Po kapitulacji razem z grupą porucznika Jana Borowca starał się przebić do Lwowa. Zostali jednak zatrzymani przez niemiecką żandarmerię, która wzięła ich do niewoli. Uciekł z niej wraz z Borowcem, aby dołączyć do partyzantki. Walczył w szeregach 6 Dywizji Piechoty Armii Krajowej. W czerwcu 1940 otrzymał posadę nauczyciela w Prądniku Czerwonym. Zbiegł do Warszawy przed aresztowaniem. Następnie powrócił do Krakowa, gdzie przebywała jego żona z trójką dzieci.
Zatrudnił się w fabryce obuwia Vereinigte Schuhfabriken in Krakau, nadal działając w Armii Krajowej, na trzecim odcinku „Żelbetu”. Zmienił pseudonim „Smok” na „Ninek”. Dowodził plutonem dywersyjnym, brał udział w spaleniu magazynów kolejowych z futrami na stacji kolejowej w Płaszowie oraz w likwidacji firmy Gumpinger. Powierzono mu kierownictwo obwodu AK.
Wierzyński organizował fałszywe metryki urodzenia, kartki żywnościowe i mieszkania dla uchodźców i powstańców ze Śląska. Był trzykrotnie aresztowany przez Niemców. Pierwszy raz został złapany w łapance ulicznej na ul. Batorego, wypuścił go jeden z rosyjskich żołnierzy kolaboracyjnych. Za drugim razem spędził dwa dni w piwnicy na Wolnicy, uratował się, udając tłumacza. Trzeci raz przesiedział w komendzie niemieckiej policji przy ul. Grodzkiej. Jeden z gestapowców, pochodzący ze Śląska, rozpoznał na zabranej Wierzyńskiemu fotografii swojego kolegę, nauczyciela Manfreda Hachułę, i kazał wypuścić Wierzyńskiego.

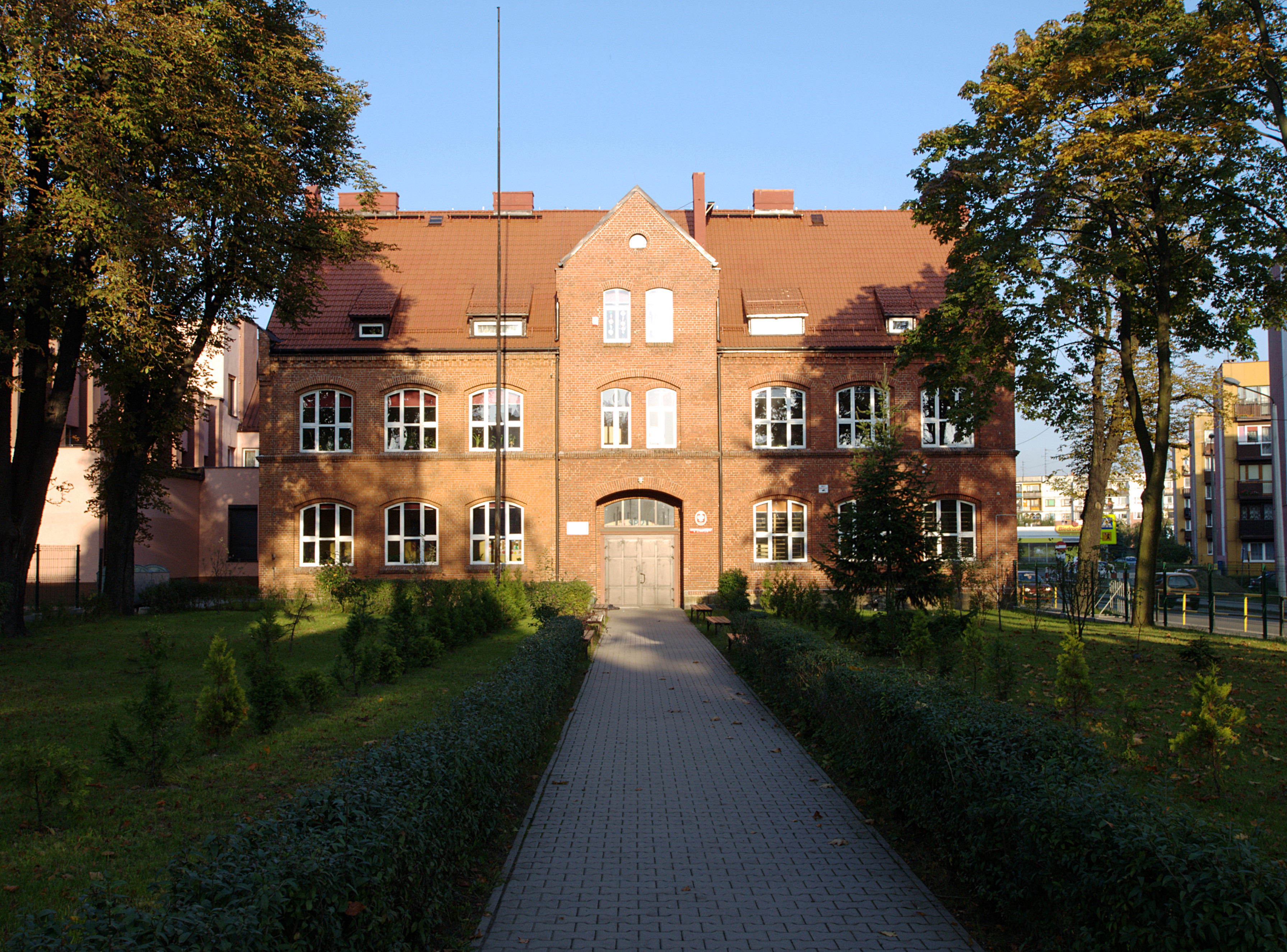
Szkoła Podstawowa nr 21 w Gliwicach

18 stycznia 1945 trzy plutony „Żelbetu” obsadziły i ostrzelały niemiecką żandarmerię przy pałacu Biskupim w Krakowie, magazyny NSDAP przy ul. Batorego oraz budynek policji przy ul. Łobzowskiej 12. W ten sposób Wierzyński wziął udział w wyzwalaniu Krakowa. 25 stycznia 1945 opuścił szeregi AK i wstąpił do Ludowego Wojska Polskiego, które 10 marca 1945 skierowało go z pierwszą grupą operacyjną do wyzwolonych Katowic. Został kierownikiem Szkoły Podstawowej nr 21 w Gliwicach. Następnie był kierownikiem Komitetu Obywatelskiego, którego zadaniem było ustalanie obywatelstwa Ślązaków.

### Działalność społeczna w Prudniku

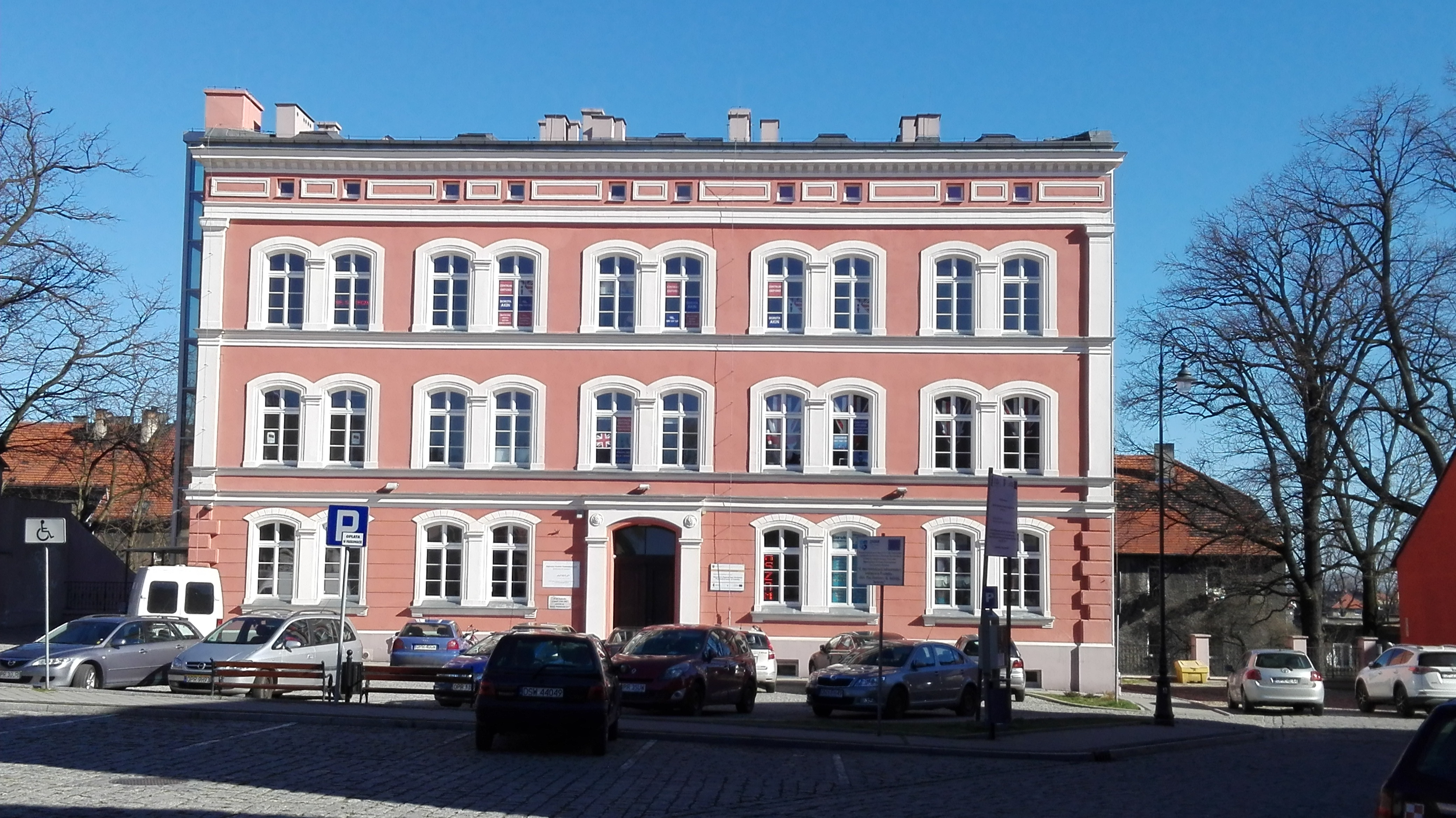
Dawna Szkoła Podstawowa nr 2 w Prudniku

Po wojnie organizował polskie szkolnictwo w Gliwicach, gdzie był kierownikiem szkoły. Prowadził kursy repolonizacyjne, był komendantem Grupy Powstańców Śląskich w Gliwicach. W 1950 przybył do Prudnika, gdzie objął pracę nauczyciela Liceum Pedagogicznego dla Wychowawców Przedszkoli. W 1954 organizował Powiatową Pracownię Fizyko-Chemiczną oraz Pedagogiczną Bibliotekę Powiatową. Działał w Towarzystwie Przyjaciół Dzieci. Był instruktorem kolonii letnich w Pokrzywnej i Świnoujściu. Został kierownikiem Szkoły Podstawowej nr 2 w Prudniku.

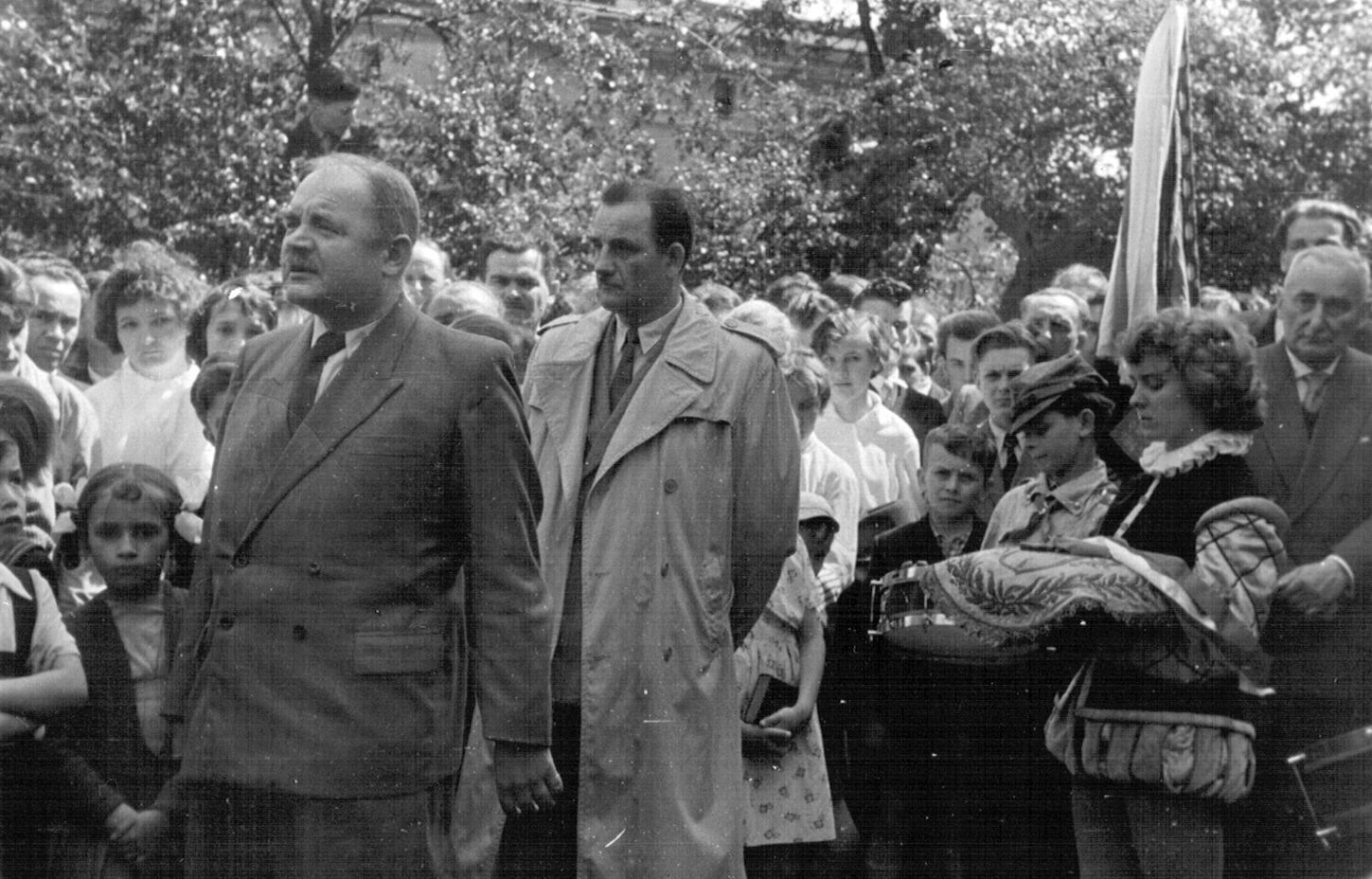
Otwarcie Muzeum Ziemi Prudnickiej (1959)

Piastował obowiązki sekretarza i prezesa Zarządu Oddziału Związku Bojowników o Wolność i Demokrację. W 1959 założył i został kierownikiem Muzeum Ziemi Prudnickiej, a także prezesem Towarzystwa Miłośników Ziemi Prudnickiej. Przekazał muzeum Biblię Leopolity znalezioną przez niego w Łaczniku, „Mały śpiewak, czyli zbiór pieśni dla szkół polskich” autorstwa Filipa Roboty, pamiątki z powstań śląskich i plebiscytu oraz z polskich szkół w Grabinie i Mionowie. Zachował fotografie Karola Koziołka, Alfreda Liczbańskiego i Franciszka Michałowskiego. Działał także w Towarzystwie Rozwoju Ziem Zachodnich, Towarzystwie Wiedzy Powszechnej (jako prelegent wygłosił ok. 230 odczytów w powiecie prudnickim), Towarzystwie Przyjaźni Polsko-Radzieckiej, Związku Harcerstwa Polskiego oraz Polskim Związku Chórów i Orkiestr.
Założył w powiecie prudnickim Polski Związek Filatelistów. Współpracował z redakcjami „Odry”, „Kwartalnika Opolskiego”, „Trybuny Opolskiej” oraz „Głosu Włókniarza” (gazeta zakładowa ZPB „Frotex” w Prudniku). Zajmował się także plastyką. Jako członek Koła Nauczycieli-Plastyków w Opolu malował techniką olejną i wystawiał swoje prace w Opolu, Prudniku, Warszawie i Katowicach. Jego prace plastyczne przedstawiały Prudnik i okolice. Został przewodniczącym koła nauczycielskiego Stronnictwa Demokratycznego. W 1960 na jego zamówienie wykonano rzeźbę orła jako zwieńczenie pomnika 1000-lecia Państwa Polskiego i 700-lecia Prudnika w Parku Miejskim w Prudniku.
Zmarł 26 października 1971 w Prudniku. Został pochowany na cmentarzu wojskowym przy ul. Prandoty w Krakowie (kwatera ZBOWID).

## Ordery i odznaczenia
- Krzyż Kawalerski Orderu Odrodzenia Polski[5]
- Krzyż Walecznych[5]
- Medal Pamiątkowy za Obronę Śląska Cieszyńskiego[5]
- Śląski Krzyż Powstańczy[5]
- Medal Niepodległości – 18 października 1932 „za pracę w dziele odzyskania niepodległości”[14][6][15]
- Srebrny Krzyż Zasługi z Mieczami[5]
- Medal Pamiątkowy za Wojnę 1918–1921[5]
- Medal Dziesięciolecia Odzyskanej Niepodległości[5]
- Krzyż Partyzancki[5]
- Medal Zwycięstwa i Wolności 1945[5]

odznaki
- Odznaka Pamiątkowa Więźniów Ideowych[1]
- Odznaka Grunwaldzka[5]
- Odznaka 1000-lecia Państwa Polskiego[5]
- Odznaka „Zasłużony Opolszczyźnie”[5]

9 maja 1938 Komitet Krzyża i Medalu Niepodległości ponownie rozpatrzył jego wniosek, lecz Krzyża nie przyznał.